# Пёра (разъезд)
Пёра — упразднённый разъезд в Шимановском районе Амурской области России. Исключён из учётных данных в 1974 году.

## География
Располагался у одноимённого остановочного пункта Транссиба между станциями Шимановская и Селиткан, на расстоянии примерно 5 километров (по прямой) к юго-востоку от города Шимановск.

## История
Возник как пристанционный посёлок.
Решением Амурского исполкома от 7 июня 1974 года № 253, разъезд Пёра исключён из учётных данных как несуществующий.